# Oza dos Ríos
Oza dos Ríos – gmina w Hiszpanii, w prowincji A Coruña, w Galicji, o powierzchni 72,14 km². W 2011 roku gmina liczyła 3227 mieszkańców.
W dniu 6 czerwca 2013 roku z połączenia dwóch ówczesnych gmin – Oza dos Ríos oraz Cesuras – utworzono nową gminę Oza-Cesuras.